# Parc national de Kerinci Seblat

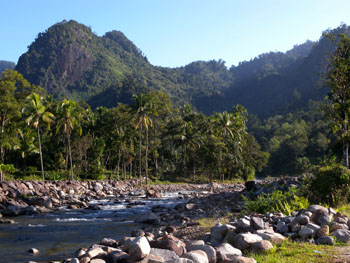
Une rivière dans le parc national de Kerinci Seblat

Le parc national de Kerinci Seblat est le plus grand des parcs nationaux d'Indonésie. Il couvre une superficie de près de 1,4 million d'hectares chevauchant les provinces de Bengkulu, Jambi, Sumatra occidental et Sumatra du Sud dans l'île de Sumatra. Le parc fait partie de la chaîne des Bukit Barisan qui suit le littoral occidental de l'île, du nord-ouest au sud-est.
Le point de départ pour se rendre au parc est la ville de Sungai Penuh dans la province de Jambi.
Avec les parcs nationaux de Bukit Barisan Selatan et Gunung Leuser, Kerinci Seblat forme un « patrimoine des forêts tropicales ombrophiles de Sumatra » inscrit à la liste du patrimoine mondial de l'UNESCO.